# Cieceres pagasts
Cieceres pagasts er en territorial enhed i Brocēnu novads i Letland. Pagasten etableredes i 1930, havde 1.050 indbyggere i 2010 og omfatter et areal på 90,05 kvadratkilometer.